# Lillian Kinkella Keil
Lillian Kinkella Keil, née le 17 novembre 1916 à Arcata et morte le 30 juin 2005 à Covina, est une capitaine de l'armée des États-Unis et infirmière très décorée durant la Seconde Guerre mondiale et la guerre de Corée. Keil a participé à 250 vols d’évacuations (dont 23 transatlantiques) durant la Seconde Guerre mondiale et 175 vols d'évacuations durant la guerre de Corée, devenant l'une des femmes les plus décorées de l'histoire militaire américaine.

## Biographie
Keil est née à Arcata en Californie. Elle est élevée dans un couvent après que son père ait quitté sa mère en la laissant avec trois enfants en bas âge. Regarder les sœurs soigner les malades la conduira à devenir infirmière.
Elle devient hôtesse de l'air en 1939 et s'engage en tant qu'infirmière de vol dans l'armée de terre après l'entrée en guerre des États-Unis en 1941, à la suggestion d'un passager.
Elle est l'une des premières à être diplômée de l'école aéromédicale de Bowman Field, à Louisville. Elle sert à Londres durant l'été 1943 et a Omaha Beach après le débarquement du Jour J. Elle travaille à bord de Douglas C-47, qui emportent du ravitaillement à l'aller et reviennent avec les blessés. Ce rôle logistique les empêche de porter les marquages de la Croix-Rouge, ne les protégeant donc pas des tirs ennemis. Ces avions se posent dans des champs à l'abord du front. Elle suit ensuite la 3e armée de Patton à travers la France. Son grand frère est tué durant la guerre.
Après la guerre, elle redevient hôtesse de l'air à United Airlines, mais s'engage de nouveau pour la guerre de Corée. Elle est l'une des trente infirmières de vol stationnée en Corée.
Au total, elle participe à 425 évacuations, 175 durant la guerre de Corée et 250 durant la Seconde Guerre mondiale. On estime qu'elle s'occupe de plus de 10 000 blessés durant sa carrière militaire.
En 1953, elle est conseillère technique sur le film Héros sans gloire avec Joan Leslie et Forrest Tucker, qui est en partie basé de ses propres expériences.
En 1954, elle épouse Walter Keil, avec qui elle aura deux filles. Elle est le sujet d'un épisode de l'émission This Is Your Life (en), qui fait partie des dix épisodes avec le plus de réaction par courrier.
Elle meurt d'un cancer à l'âge de 88 ans à Covina.

## Médailles
Keil reçoit dix-neuf médailles au cours de sa carrière :
- 4 Air Medal
- 2 Presidential Unit Citation
- 1 World War II Victory Medal
- 4 Service star durant la seconde guerre mondiale
- 7 Service star durant la guerre de Corée.
- 1 Korean Service Medal

En 2005, le Congrès des États-Unis vote pour que le bureau de poste de la ville de Covina porte son nom.